# Jewgienij Szapowałow
Jewgienij Pietrowicz Szapowałow (ros. Евгений Петрович Шаповалов, ur. 12 grudnia?/25 grudnia 1904 w Taganrogu, zm. 8 listopada 1977 w Kijowie) – radziecki generał major, Bohater Związku Radzieckiego (1945).

## Życiorys
Urodził się w rodzinie robotniczej. Skończył szkołę podstawową, później pracował jako szewc, od października 1921 był funkcjonariuszem Czeki. Od lipca 1922 służył w Armii Czerwonej, uczył się w szkole podoficerskiej w Charkowie, a od sierpnia 1924 do 1925 w szkole kawalerii w Jelizawietgradzie (obecnie Kropywnycki), po czym został dowódcą plutonu w 16 pułku kawalerii 3 Dywizji Kawalerii Ukraińskiego Okręgu Wojskowego w Berdyczowie. Od października 1926 do kwietnia 1931 dowodził plutonem konnym w 299 pułku piechoty 100 Dywizji Kawalerii w Białej Cerkwi, od kwietnia 1931 do lutego 1933 był pomocnikiem dowódcy szwadronu ds. politycznych i politrukiem szkoły pułkowej w 52 pułku kawalerii 9 Dywizji Kawalerii w Hajsynie, następnie politrukiem i dowódcą szwadronu 29 pułku kawalerii 5 Dywizji Kawalerii w Żytomierzu. Od sierpnia 1937 do października 1938 był pomocnikiem szefa sztabu 13 pułku kawalerii w Berdyczowie, potem szefem sztabu 158 pułku kawalerii 3 Dywizji Kawalerii, od sierpnia do października 1939 dowódcą 49 zapasowego pułku kawalerii Kijowskiego Specjalnego Okręgu Wojskowego w Żytomierzu, następnie dowódcą 120 samodzielnego batalionu zwiadowczego 135 Dywizji Piechoty w Białej Cerkwi. W 1940 został członkiem WKP(b).
Od czerwca 1941 uczestniczył w wojnie z Niemcami, walczył w składzie 5 Armii Frontu Południowo-Zachodniego, w listopadzie 1941 objął funkcję szefa sztabu 98 Dywizji Kawalerii Środkowoazjatyckiego Okręgu Wojskowego w Czardżou (obecnie Türkmenabat), pod koniec 1941 krótko pełnił obowiązki dowódcy tej dywizji. W marcu 1942 został zastępcą dowódcy 81 Dywizji Kawalerii, z którą we wrześniu 1942 został wysłany na Front Stalingradzki i w grudniu 1942 brał z nią udział w bitwie pod Stalingradem, następnie w operacji kotielnikowskiej i rostowskiej. Od maja 1943 do czerwca 1944 studiował w Akademii Wojskowej im. Frunzego, w październiku 1944 skończył kursy sztabowe przy tej akademii i został szefem sztabu, a w kwietniu 1945 dowódcą 23 Brygady 7 Gwardyjskiego Korpusu Pancernego 3 Gwardyjskiej Armii Pancernej 1 Frontu Ukraińskiego w stopniu podpułkownika. Brał udział w operacji wiślańsko-odrzańskiej i dolnośląskiej, następnie w operacji berlińskiej. W lipcu 1945 objął dowództwo 23 pułku w 7 Gwardyjskiej Armii Pancernej Grupy Wojsk Radzieckich w Niemczech, od kwietnia 1948 do listopada 1949 był zastępcą dowódcy 6 gwardyjskiego kadrowego pułku zmechanizowanego, od listopada 1949 do lipca 1950 zastępcą dowódcy 6 Gwardyjskiej Dywizji Zmechanizowanej w Grupie Wojsk Radzieckich w Niemczech, następnie zastępcą dowódcy 2 Gwardyjskiej Dywizji Pancernej Leningradzkiego Okręgu Wojskowego. W 1951 ukończył kursy akademickie doskonalenia kadry dowódczej przy Akademii Wojsk Pancernych i Zmechanizowanych im. Stalina, od października 1953 do marca 1955 dowodził 72 Gwardyjską Dywizją Zmechanizowaną Zabajkalskiego Okręgu Wojskowego, 31 maja 1954 otrzymał stopień generała majora, w marcu 1955 został zwolniony do rezerwy. Od 1960 do 1965 był dyrektorem sowchozu w rejonie fastowskim w obwodzie kijowskim, w 1965 przeszedł na emeryturę.

## Odznaczenia
- Złota Gwiazda Bohatera Związku Radzieckiego (31 maja 1945)
- Order Lenina
- Order Czerwonego Sztandaru (czterokrotnie)

I medale.